# Pascal (programovací jazyk)
Pascal je programovací jazyk, původně určený hlavně k výuce programování. Jeho různé varianty a odvozeniny se však používají i k programování reálných aplikací. Jeho název byl zvolen na počest francouzského filosofa, matematika a fyzika Blaise Pascala.
Programovací jazyk Pascal navrhl na začátku 70. let profesor Niklaus Wirth z Vysoké školy technické v Curychu s těmito cíli:
- vytvořit jazyk vhodný pro výuku programování, který by byl založen na omezeném počtu srozumitelných konstrukcí,
- navrhnout strukturu jazyka tak, aby jej bylo možné snadno implementovat na většině tehdejších počítačů.

První verze Pascalu byla publikována v roce 1970, mírně opravená definice jazyka vyšla v roce 1974. V roce 1981 byla vydána norma ISO. Většina implementací Pascalu se od normy ISO více či méně odchyluje, zejména zavedením dalších konstrukcí zjednodušujících praktické programování. V oblasti PC dosáhla patrně největšího úspěchu implementace Turbo Pascal firmy Borland.
Objektové rozšíření Pascalu se pak stalo i základem systému Delphi téže firmy.

## Historie
První kompilátor Pascalu byl navržen v Curychu pro počítače řady CDC 6000 a do provozu byl uveden v roce 1970.
První kompilátor Pascalu napsaný v Severní Americe vznikl na Illinoiské univerzitě pod vedením Donalda B. Gilliese pro počítač PDP-11 a generoval nativní strojový kód.
Za účelem rychlého rozšíření jazyka vznikl v Curychu tzv. compiler porting kit, zahrnující kompilátor do „virtuálního“ strojového kódu (nebo přesněji mezikódu) a simulátor toho kódu. Z této sady vznikl P-systém. Ačkoli byl tento systém navržen, aby umožnil vznik kompilátorů do pravých strojových kódů, minimálně jeden systém, pozoruhodná implementace USCD, jej využila k vytvoření interpretačního systému USCD p-System.
IP Pascal byl implementací používající Micropolis DOS, rychle se však přesunul na CP/M běžící na Z80.
Začátkem 80. let byl UCSD Pascal portován pro počítače Apple II a Apple III, aby tak poskytl strukturovanou alternativu k interpretům BASICu, dodávaným spolu s počítačem.
V 80. letech také napsal Anders Hejlsberg kompilátor Blue Label Pascal pro počítač Nascom-2. Později začal pracovat pro Borland a svůj kompilátor přepsal na Turbo Pascal pro CP/M a IBM PC. Nový kompilátor prodával za 49,95 USD, což byla mnohem nižší cena než za jakou prodával původní Blue Label Pascal.
Laciný kompilátor společnosti Borland měl velký vliv na komunitu okolo Pascalu, která se koncem 80. let zaměřila především na IBM PC. Mnoho počítačových nadšenců ve svém hledání strukturované alternativy k BASICu tento produkt používalo. Turbo Pascal, dostupný pouze na této architektuře, překládal přímo do strojového kódu Intel 8088, čímž docílil mnohem větší rychlosti než interpretované návrhy.
S verzí Turbo Pascal 5.5 přidal Borland podporu pro objektově orientované programování. Později se Borland rozhodl, že je potřeba komplikovanějších vlastností a začal pracovat na Delphi, přičemž vycházel z návrhu jazyka Object Pascal společnosti Apple. V raných verzích nazýval tento jazyk rovněž Object Pascal, později jméno změnil na programovací jazyk Delphi.

## Jazykové konstrukce
Pascal je ve své původní formě čistým procedurálním jazykem, obsahující skupinu řídicích konstrukcí jako je for, while, if, then, else, převzaté z ALGOLu. Obsahuje však také mnoho konstrukcí pro strukturování dat, jako jsou definice datových typů, záznamy (také struktury, record), ukazatele (pointer), výčtové typy a množiny (set).
Programy v Pascalu začínají klíčovým slovem program, v původních variantách se seznamem standardních vstupů a výstupů ve formě parametrů. Následují deklarace návěští, konstant, typů a proměnných a pak hlavní blok příkazů, uvozený klíčovými slovy begin a end. Jednotlivé příkazy jsou odděleny středníkem, tečka ukončuje program. Jazyk nerozlišuje velká a malá písmena.

### Hello world
Standardní program Hello world vypadá v jazyce Pascal takto:
```
program
 
HelloWorld
(
output
)
;

begin

  
WriteLn
(
'Hello, World!'
)
;

end
.

```

### Datové typy
Datový typ definuje strukturu proměnné a způsob nakládání s ní. Jazyk obsahuje několik předdefinovaných typů, přičemž programátor může odvozením tvořit typy další. Mezi předdefinované typy patří:
| Datový typ | Typ hodnot, které lze do typu uložit |
| ---------- | ------------------------------------ |
| integer    | Celé číslo                           |
| real       | Číslo s plovoucí řádovou čárkou      |
| boolean    | Hodnota true nebo false              |
| char       | Jeden znak znakové sady              |

Rozsah povolených hodnot, které je možno uložit do proměnných těchto typů, je dán implementací. Mezi některými typy existují konverzní funkce, například Round (zaokrouhlení real na integer).

#### Deklarace typu
Programátor může vytvořit vlastní datový typ odvozením ze základních typů pomocí konstrukce type:
```
type

  
MyInteger
 
=
 
integer
;

  
MyIntegerPlus
 
=
 
0
..
maxint
;

```

#### Výčet
Datový typ výčet umožňuje vytvořit proměnnou, která může nabývat určitý počet pojmenovaných číselných hodnot (hodnot označených identifikátory).
```
type

  
FruitEnum
 
=
 
(
jablko
,
 
hruska
,
 
svestka
,
 
banan
,
 
citron
,
 
pomeranc
,
 
grapefruit
,
 
mandarinka
)
;

var

  
Ovoce
:
 
FruitEnum
;

```

Hodnoty výčtových typů nelze v Pascalu přímo vypisovat ani načítat. Pro výpis by bylo možné použít pole obsahující jména ovoce v textovém tvaru:
```
var

  
Nazvy_Ovoce
:
 
array
[
FruitEnum
]
 
of
 
packed
 
array
[
1
..
10
]
 
of
 
char
;

begin

  
Nazvy_Ovoce
[
jablko
]
 
:=
 
'jablko    '
;

  
Nazvy_Ovoce
[
hruska
]
 
:=
 
'hruska    '
;

  
...

  
Nazvy_Ovoce
[
mandarinka
]
 
:=
 
'mandarinka'
;

  
for
 
Ovoce
 
:=
 
jablko
 
to
 
mandarinka
 
do

    
Writeln
(
'Název ovoce je: '
,
 
Nazvy_Ovoce
[
Ovoce
])
;

end
.

```

I typ boolean je v podstatě výčtem: 
```
type
 
boolean
 
=
 
(
false
,
 
true
)
;

```

#### Intervalové typy
Z libovolného ordinálního typu (všechny dříve jmenované kromě real) můžeme pomocí intervalu vybrat část, která se pak použije jako nový typ:
```
type

  
Cislice
 
=
 
0
..
9
;

  
Jadroviny
 
=
 
jablko
..
hruska
;

```

#### Množinové typy
Zatímco většina programovacích jazyků používá pro reprezentaci složených bitových typů bitové řetězce, Pascal používá množinovou abstrakci. Množina je vždy určena na ordinálním typu:
```
type

  
Citrusy
 
=
 
set
 
of
 
FruitEnum
;

  
Mnozina_Cislic
 
=
 
set
 
of
 
Cislice
;

```

Ke konstruování množin se používají hranaté závorky:
```
  
Citrusova_mnozina
 
:=
 
[
 
citron
,
 
pomeranc
,
 
mandarinka
,
 
grapefruit
 
]
;

  
Ciselna_mnozina
 
:=
 
[
 
]
;
 
{ prázdná mnozina }

```

K zjištění příslušnosti prvku k množině slouží operátor in:
```
  
if
 
ovoce
 
in
 
Citrusova_mnozina
 
then

   
begin

    
Writeln
(
'Je to citrus'
)
;

   
end
;

```

#### Záznamy
Záznam je složený datový typ, sestávající z pojmenovaných položek obecně různých typů; odpovídá typu struktura v jiných programovacích jazycích :
```
type

  
MyStruct
 
=
 
record

    
a
:
 
integer
;

    
c
:
 
char
;

    
r
:
 
real
;

  
end
;

```

#### Pole
Pole je lineární sekvence prvků, definovaná klíčovým slovem array. Ve standardním Pascalu mají pole pevnou délku, určenou při deklaraci. Indexování pole je určeno taktéž při deklaraci. Příklad definice typu pole:
```
type

  
IntArray
 
=
 
array
[
-
5
..
5
]
 
of
 
integer
;

  
CharArray
 
=
 
array
[
1
..
20
]
 
of
 
char
;

  
StructArray
 
=
 
array
[
0
..
5
]
 
of
 
MyStruct
;

```

#### Ukazatele
Ukazatel je zvláštní typ proměnné, ukazující na skutečnou hodnotu v paměti. Ukazatele lze tvořit z téměř každého typu pomocí konstrukce ^Typ. Ve standardním Pascalu nelze nijak získat adresu proměnné, inicializovat ukazatel je možné (kromě zkopírování hodnoty jiného ukazatele) pouze vyvoláním funkce New pro alokaci paměti. Dereference ukazatele se provádí operátorem ^ za názvem ukazatele:
```
var

  
p
,
 
q
:
 
^
integer
;

  
i
,
 
j
:
 
integer
;

begin

...

  
i
 
:=
 
50
;

  
New
(
p
)
;

  
New
(
q
)
;

  
if
 
(
p
=
nil
)
 
or
 
(
q
=
nil
)
 
then

   
begin

    
Writeln
(
'Nepodarilo se alokovat pamet'
)
;

   
end

  
else

   
begin

    
p
^
 
:=
 
1
;

    
q
^
 
:=
 
i
;

    
i
 
:=
 
p
^;

    
j
 
:=
 
q
^;

    
Dispose
(
p
)
;

    
Dispose
(
q
)
;
 

   
end
;

...

```

Ukazatele se často používají ve spojitosti se strukturami, například při vytváření spojových seznamů. Pro vytvoření nové proměnné na haldě slouží procedura New, pro její uvolnění procedura Dispose. Nulová hodnota ukazatele je určena konstantou nil.
```
type

  
PRec
 
=
 
^
TRec
;

  
TRec
 
=
 
record

    
Data
:
 
integer
;

    
Next
:
 
PRec
;

  
end
;

var

  
p
:
 
TRec
;

...

  
New
(
p
)
;

...

  
Dispose
(
p
)
;

...

  
p
 
:=
 
nil
;

...

```

#### Typ soubor
Soubor je ve standardním Pascalu chápán jako sekvence identických komponent (file of typ komponenty). Pro každý soubor existuje přístupová proměnná, která má stejné jméno jako identifikátor souboru a je typu „ukazatel na typ komponenty“. Vstupní soubor se otevírá funkcí Reset, po jejímž vyvolání ukazuje přístupová proměnná na první komponentu souboru (pokud není soubor prázdný). Pomocí funkce Get lze zpřístupnit další komponentu. Pokud funkce eof vrací hodnotu true, nesmí se s hodnotou referencovanou přístupovou proměnnou pracovat. Pro výstup do souboru slouží funkce Rewrite pro otevření souboru a Put pro zapsání komponenty referencované přístupovou proměnnou do souboru:
```
program
 
copy_non_neg
(
input
,
 
output
)
;

var

  
input
:
 
file
 
of
 
integer
;

  
output
:
 
file
 
of
 
integer
;

  
i
:
 
integer
;

begin

  
Reset
(
input
)
;

  
Rewrite
(
output
)
;

  
while
 
not
 
Eof
(
input
)
 
do

   
begin

     
i
 
:=
 
input
^;

     
Get
(
input
)
;

     
if
 
i
>=
 
0
 
then

      
begin

       
output
^
 
:=
 
i
;

       
Put
(
output
)

      
end

   
end

end
.

```

Kromě tohoto poněkud krkolomného přístupu lze používat i funkce Read a Write, které umožňují se obejít bez přístupové proměnné: Read(soubor, promenna) funguje jako promenna := soubor^; Get(soubor) a Write(soubor, promenna) funguje jako soubor^ := promenna; Put(soubor). Výše uvedený program pak lze zapsat takto:
```
program
 
copy_non_neg
(
input
,
 
output
)
;

var

  
input
:
 
file
 
of
 
integer
;

  
output
:
 
file
 
of
 
integer
;

  
i
:
 
integer
;

begin

  
Reset
(
input
)
;

  
Rewrite
(
output
)
;

  
while
 
not
 
Eof
(
input
)
 
do

   
begin

     
Read
(
input
,
 
i
)
;

     
if
 
i
>=
 
0
 
then
 
Write
(
output
,
 
i
)
;

   
end
;

end
.

```

Mnoho implementací ani funkce Get a Put a přístupovou proměnnou k souboru vůbec nepoužívá. Standardní Pascal nemá možnost aktualizace souboru, posunu ukazovátka po souboru, ani funkci pro zavření souboru).
Pro práci s textovými soubory existuje zvláštní typ text, který se chová podobně jako typ file of char, ale navíc umožňuje pracovat s členěním souboru na řádky pomocí funkcí Readln, Writeln a Eoln.

### Řídicí struktury
Pascal je strukturovaný jazyk, to znamená, že běh programu je strukturován ve standardních konstrukcích, a to ideálně bez použití příkazu goto:
Základní řídicí strukturou je struktura if..then..else, která řídí průběh programu v závislosti na určené podmínce:
```
if
 
a
 
>
 
b
 
then

  
writeln
(
'a je větší než b'
)

else

  
if
 
a
 
=
 
b
 
then

    
writeln
(
'a se rovná b'
)

  
else

    
writeln
(
'a je menší než b'
)
;

```

Před else nesmí být nikdy středník. Pokud je v then části další podmíněný příkaz, else patří k poslednímu if, pokud patří k jinému if, je nutné vnořený podmíněný příkaz uzavřít mezi begin a end.

#### Cykly
Cykly slouží pro opakované provádění příkazu nebo bloku příkazů:
```
while
 
a
 
<
 
10
 
do
 
begin

                
a
:=
 
a
+
1
;

                
end
;
 

for
 
i
 
:=
 
1
 
to
 
10
 
do

  
writeln
(
'Průchod: '
,
 
i
:
1
)
;

repeat

  
a
 
:=
 
a
 
+
 
1

until
 
a
 
=
 
10
;

case
 
i
 
of

  
0
:
 
write
(
'nula'
)
;

  
1
:
 
write
(
'jedna'
)
;

  
2
:
 
write
(
'dvě'
)

end
;

```

### Procedury a funkce
Pascal umožňuje členit programy na procedury a funkce, které lze navíc libovolně vnořovat. Konstrukce program je vždy nejvnějšnější blok. Funkce se od procedury liší tím, že umožňuje vrátit volajícímu příkazu návratovou hodnotu příslušného typu. Nastavení návratové hodnoty se provádí přiřazením do názvu funkce. Pokud se název funkce vyskytne na pravé straně přiřazovacího příkazu, považuje se za volání funkce (rekurze).
```
program
 
muj
(
output
)
;

 

procedure
 
vypis
(
var
 
i
:
 
integer
)
;

  
function
 
dalsi
(
i
:
 
integer
)
:
 
integer
;

  
begin

    
dalsi
 
:=
 
i
 
+
 
1
;

  
end
;

 

begin

  
WriteLn
(
'Celkem: '
,
 
i
)
;

  
i
 
:=
 
dalsi
(
i
)
;

end
;

 

begin

  
i
 
:=
 
1
;

  
while
 
i
 
<=
 
10
 
do
 

    
vypis
(
i
)
;

end
.

```

### Operátory
Pascal podporuje tyto operátory:
| Operátor | Význam                                     |
| -------- | ------------------------------------------ |
| =        | rovnost                                    |
| <>       | nerovnost                                  |
| >        | větší než                                  |
| <        | menší než                                  |
| >=       | větší nebo rovno                           |
| <=       | menší nebo rovno                           |
| +        | součet, spojení řetězců, sjednocení množin |
| -        | rozdíl, rozdíl množin                      |
| *        | násobení, průnik množin                    |
| /        | dělení, výsledkem je reálné číslo          |
| div      | celočíselné dělení                         |
| mod      | zbytek po celočíselném dělení, modulo      |
| and      | logické AND                                |
| or       | logické OR                                 |
| not      | logická negace                             |
| in       | přítomnost prvku v množině (set)           |
| ^        | dereference ukazatele                      |

## Nedostatky standardního Pascalu
Určení jazyka Pascal jako nástroje na výuku programování a vlastnosti tehdejších operačních systémů vedly k tomu, že některé vlastnosti ve standardním Pascalu zcela chybí, a že definice jazyka zbytečně lpí na dodržování některých pravidel, což používání jazyka v mnoha ohledech komplikuje:
- Nemá řetězce proměnné délky
- Nemá pole proměnné délky
- Minimální návaznost na operační systém (zpracování parametrů příkazového řádku, práce se soubory, návratový kód)
- Úplné vyhodnocování logických výrazů
- Nemá možnost předčasného výskoku z cyklu a zahájení nového průchodu cyklem (obdoba break a continue z jazyka C)
- Nemá else v case
- Neposkytuje žádné prostředky pro zpracování chybových situací
- Chybí podpora modulárního programování

Většina implementací jazyka obsahuje rozšíření a drobné úpravy oproti standardu, které použitelnost jazyka podstatně zvyšují; nejvýznamnějším rozšířením je Turbo Pascal, který se stal vzorem pro pozdější implementace, jak mají tato rozšíření vypadat.